# 대구광역시교육과학연구원
대구광역시교육과학연구원(大邱廣域市敎育科學硏究院, Daegu Education and Science Research Institute)은 대한민국 대구광역시교육청의 직속기관이다.

## 연혁
- 1983년 대구직할시교육과학연구원 개원
- 1997년 대구교육관 개관